# Władłen Trostianski
Władłen Kostiantynowycz Trostianski, ukr. Владлен Костянтинович Тростянський (ur. 26 stycznia 1935 w Kijowie, zm. 28 lipca 2014) – ukraiński zapaśnik. W barwach ZSRR srebrny medalista olimpijski z Tokio.
Zawody w 1964 były jego jedynymi igrzyskami olimpijskimi. Walczył w stylu klasycznym. Medal wywalczył w wadze koguciej, do 57 kilogramów. W finale pokonał go Japończyk Masamitsu Ichiguchi. W 1966 był piąty na mistrzostwach świata, zdobył również dwa tytuły mistrza ZSRR (1961 i 1966).